# Heinrich von Kaltental

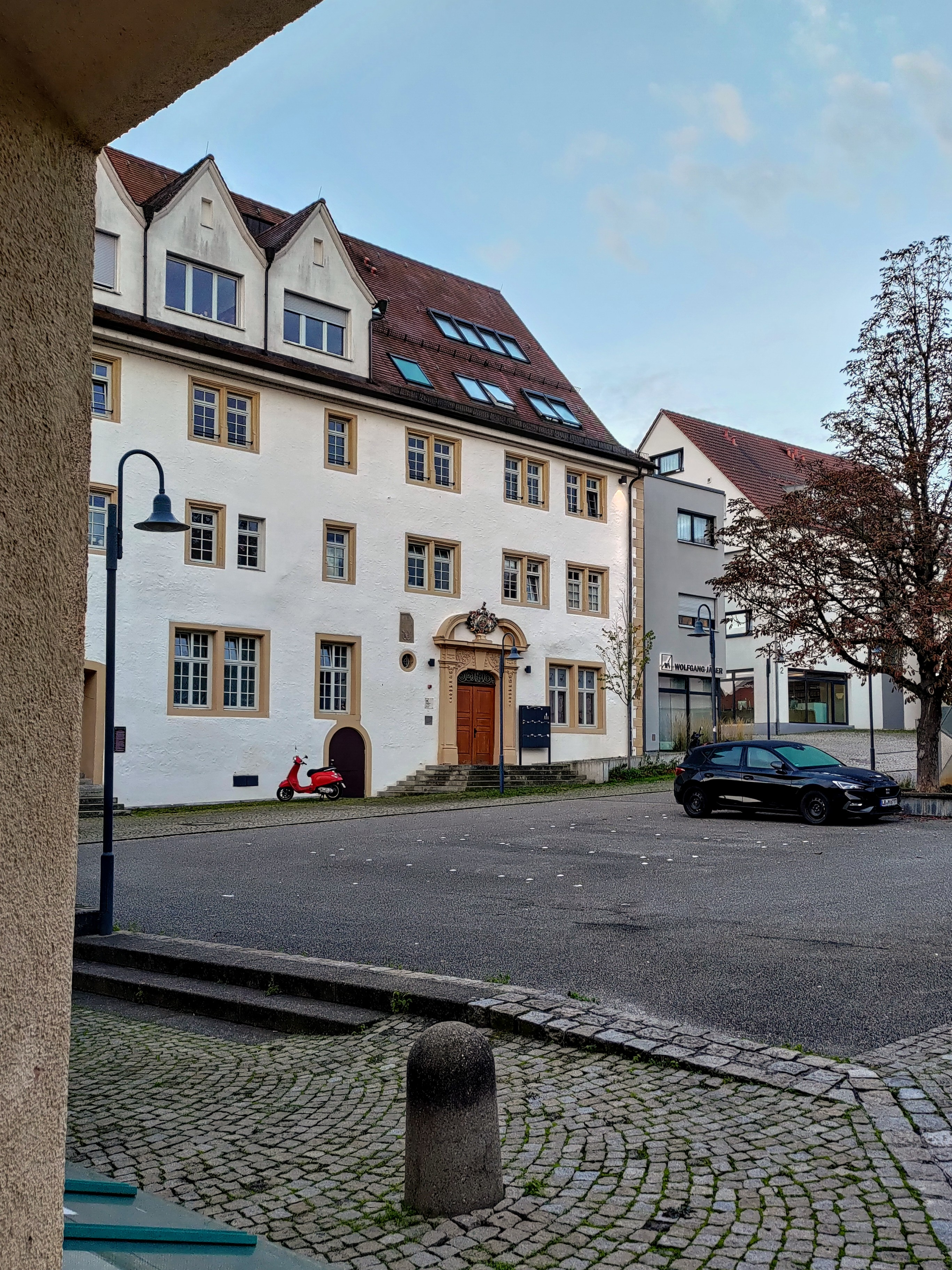
Blick auf das von Heinrich von Kaltental 1580 erbaute Schloss Aldingen

Heinrich von Kaltental zu Aldingen (auch: Hainrich von Kaltenthal;  * 1533 oder 1534; † 14. Oktober oder 14. November 1608 in Aldingen am Neckar) war ein schwäbischer Reichsritter aus der Familie der Herren von Kaltental. Er und sein älterer Bruder Reinhard von Kaltental († 1580) führten gemeinsam als Ortsherren 1568 die Reformation in Aldingen am Neckar ein. Zusammen mit ihrem Verwandten Philipp Wolf von Kaltental († 1584), der ebenfalls einen Anteil an der Herrschaft Aldingen besaß, erließen sie 1578 eine Dorfordnung für Aldingen, die den Bewohnern die freie Wahl der Konfession ließ. Heinrich ist zudem als Bauherr von Schloss Aldingen bekannt.

## Leben
Heinrich und sein älterer Bruder Reinhard waren Söhne des Georg von Kaltental zu Aldingen sowie dessen zweiter Ehefrau Barbara geborene von Sachsenheim. Georg war zuvor in erster Ehe mit Maria geborene von Neuhausen sowie im Anschluss in dritter Ehe mit Dorothea ebenfalls geborene von Neuhausen verheiratet und hatte insgesamt zehn Kinder, davon wohl acht aus seiner Ehe mit Barbara von Sachsenheim.
1551 studierte Heinrich wie auch sein Bruder Reinhard in Dillingen sowie 1552 in Tübingen. Nach dem Tod des Vaters wurden die beiden Brüder im Jahr 1555 mit je einem Drittel der Ortsherrschaft über Aldingen belehnt, das letzte Drittel besaß ihr entfernter Verwandter Philipp Wolf von Kaltental. Laut einer nicht mehr erhaltenen Inschrift auf seinem Epitaph diente Heinrich als junger Mann auf mehreren Feldzügen in Italien, Frankreich, Ungarn und den Niederlanden als Soldat.
Heinrich selbst blieb unverheiratet und kinderlos. Er starb 74-jährig je nach Quelle im Oktober oder November des Jahres 1608 in Aldingen. Per Nachlass stiftete er sein Vermögen zugunsten der Dorfarmen sowie des evangelischen Pfarrers und des Lehrers. Schloss Aldingen sowie Heinrichs Anteile an der Ortsherrschaft gingen an Heinrichs Neffen Georg Wolf von Kaltental, der zudem die Anteile seines Vaters Reinhard erbte.

### Einführung der Reformation in Aldingen
Der Name Heinrich von Kaltentals ist in Aldingen eng verknüpft mit der Reformation, die er zusammen mit seinem Bruder Reinhard auf württembergischen Druck hin in Aldingen einführte. Noch vor der Einführung der Reformation arbeiteten die Brüder Reinhard und Heinrich sowie insbesondere ihr Vetter Philipp Wolf als Teil der schwäbischen Reichsritterschaft daran ihre Abhängigkeit von Württemberg zu verringern und ihren Status als Reichsritter zu stärken. Gleichzeitig wollte man es sich mit dem übermächtigen Nachbarn nicht verderben, sah sich selbst zudem weiterhin als württembergische Untertanen, was Reinhard von Kaltental in einem Brief an den Herzog auch betonte. Dies verlieh der Reformationsfrage weitere Brisanz. Während Philipp Wolf auf der Beibehaltung seines alten Glaubens beharrte – wohl auch aufgrund des Einflusses seiner Tante, der katholischen Priorin Emerentia von Kaltental – waren Reinhard und Heinrich bereit, sich dem Druck Württembergs zu beugen. Das Ergebnis war ein 1568 erarbeiteter Kompromiss, der einerseits die Einführung der Reformation in der Margaretenkirche, aber andererseits auch katholische Messen vorsah, die aus den Pfründen eines von den Kaltentalern gestifteten Nebenaltars finanziert wurden.

### Aldinger Dorfordnung
1578 veröffentlichten Reinhard und Heinrich zusammen mit ihrem Vetter Philipp Wolf eine neue Dorfordnung für Aldingen, die bis zum Ende der kaltentalischen Herrschaft 1746 Bestand hatte. In ihr wurde eine grundsätzliche Wahlfreiheit der Konfession für die Bewohner Aldingens festgeschrieben, und so der seit 1568 im Zuge der Reformation eingeführte Kompromiss schriftlich fixiert. Neben anderen Punkten wurde in der Dorfordnung zudem der Betrieb der Aldinger Neckarfähre festgelegt und die Aldinger Mühle zur Bannmühle erklärt. Die Fähre sollte nach dem Aussterben der Herren von Kaltental und dem Übergang Aldingens zu Württemberg zum Siegel- und Wappenbild Aldingens werden.

### Bau von Schloss Aldingen
Trotz des Kompromisses in der Reformations-Frage und der gemeinsam erarbeiteten Dorfordnung schien die Beziehung zwischen Reinhard und Heinrich einerseits und ihrem Vetter Philipp Wolf andererseits zerrüttet gewesen zu sein. So sind bis in die nachfolgende Generation hinein Rechtsstreitigkeiten zwischen den katholischen und evangelischen Kaltentalern belegt, die insbesondere die Religionsfrage betrafen. Mutmaßlich auch infolge dessen entschied sich Heinrich von Kaltental zum Bau eines eigenen Wohnsitzes in Aldingen. Bis dahin nutzten beide Linien das mittlerweile abgegangene Aldinger Schlössle. 1580 – im Todesjahr seines Bruders Reinhard – wurde schließlich Heinrichs neues und bis heute erhaltenes Schloss Aldingen fertiggestellt. Rechts oberhalb des Eingangsportals findet sich folgende Inschrift:

„Anno Domini 1580 hab Ich Hainrich Von Kaltenthal Das haus Von Grund Uff anheben Zu bauen. Gott B[e]hüts.“

### Epitaph
Zum Gedenken an Heinrich von Kaltental wurde nach seinem Tod über dem Hauptportal in der Aldinger Margaretenkirche das oben erwähnte Epitaph angebracht. Dieses „Auferstehung Christi“-Gemälde zeigt vor dem eigentlichen Motiv der Auferstehung unten im Bild Heinrich als knienden Ritter mit zum Gebet gefalteten Händen. Das Bild selbst befindet sich noch heute in der Kirche. Die ursprüngliche, jedoch nicht mehr erhaltene Inschrift unter dem Bild wies wie oben erwähnt auf seine Teilnahmen an diversen Kriegszügen hin. Die Leistungen, für die man ihn heute kennt (Einführung der Reformation in Aldingen, Aldinger Dorfordnung, Bau von Schloss Aldingen), wurden hingegen nicht erwähnt. Die unleserlich gewordene Inschrift wurde im Jahr 1928 mit einem Bibelzitat übermalt. Das Bild hängt mittlerweile anstelle des einstigen katholischen Altars rechts vor dem Durchgang zum Chor.
Der Wortlaut der ursprünglichen Inschrift ist wie folgt überliefert:

„Der Edel und Gestrenge Heinrich von Kaltental zu Aldingen, nachdem er in seinen jungen Jahren vil Kriegsgefahr außgestanden, alß in Italien, Franckreich, Ungarn und Niderland, Ist in Anno 1608 den 14ten (Octo)bris allhier zu Aldingen im Herrn sanft und seelig entschlafen, seines Alters im 74 Jahr, deme Gott sambt allen Christglaubigen am Jüngsten Tag eine fröliche Aufferstehung verleihe.“